# Maria Sofia di Thurn und Taxis
Principessa Maria Sofia Dorotea Carolina di Thurn und Taxis (nome completo in tedesco: Maria Sophia Dorothea Caroline, Prinzessin von Thurn und Taxis; Ratisbona, 4 marzo 1800 – Ratisbona, 20 dicembre 1870) è stata un membro della Casa di Thurn und Taxis per nascita e un membro del Casa del Württemberg attraverso il suo matrimonio con il duca Paolo Guglielmo del Württemberg, un naturalista ed esploratore tedesco.

## Famiglia
Maria Sofia era la quintogenita e quarta figlia di Carlo Alessandro, V principe di Thurn und Taxis e di sua moglie Teresa di Meclemburgo-Strelitz. Era una sorella minore di Massimiliano Carlo, VI principe Thurn und Taxis e di Maria Teresa, principessa Esterházy Galántha.

## Matrimonio
Maria Sofia sposò Paolo Guglielmo del Württemberg, quinto e ultimo figlio del duca Eugenio Federico di Württemberg e sua moglie, la principessa Luisa di Stolberg-Gedern, il 17 aprile 1827 a Ratisbona.
Maria Sofia e Paolo Guglielmo ebbero un figlio:
- duca Guglielmo Ferdinando Massimiliano Carlo di Württemberg (Schloss Taxi 3 settembre 1828 - Ratisbona 28 luglio 1888), sposò la principessa Erminia di Schaumburg-Lippe, primogenita di Adolfo I di Schaumburg-Lippe.

Maria Sofia e Paolo Guglielmo divorziarono nel 1835. Dopo il suo divorzio, Maria Sofia acquisto Palais Württembergisches e la sua adiacente HerzogsPark a Ratisbona. Ha soggiornato al Palais Württembergisches fino alla sua morte.

## Titoli
- 4 marzo 1800 - 17 aprile 1827: Sua Altezza Serenissima Principessa Maria Sofia di Thurn und Taxis
- 17 aprile 1827 - 20 dicembre 1870: Sua Altezza Reale la Duchessa Maria Sofia di Württemberg, principessa di Thurn und Taxis

## Ascendenza
|                                                 |                                                 |                                                         | Genitori                                                              |  |  | Nonni |  |  | Bisnonni                                               |  |  | Trisnonni                                         |  |
|                                                 |                                                 |                                                         |                                                                       |  |  |       |  |  | Alessandro Ferdinando, III Principe di Thurn und Taxis |  |  | Anselmo Francesco, II Principe di Thurn und Taxis |  |
|                                                 |                                                 |                                                         |                                                                       |  |  |       |  |  | Alessandro Ferdinando, III Principe di Thurn und Taxis |  |  | Anselmo Francesco, II Principe di Thurn und Taxis |  |
|                                                 |                                                 | Maria Ludovica Anna di Lobkowicz                        |                                                                       |  |  |       |  |  | Alessandro Ferdinando, III Principe di Thurn und Taxis |  |  |                                                   |  |
| Carlo Anselmo, IV Principe di Thurn und Taxis   |                                                 |                                                         |                                                                       |  |  |       |  |  | Alessandro Ferdinando, III Principe di Thurn und Taxis |  |  |                                                   |  |
|                                                 |                                                 | Margravia Sofia Cristiana Luisa di Brandeburgo-Bayreuth | Giorgio Federico Carlo, Margravio di Brandeburgo-Bayreuth             |  |  |       |  |  |                                                        |  |  |                                                   |  |
|                                                 |                                                 | Margravia Sofia Cristiana Luisa di Brandeburgo-Bayreuth | Giorgio Federico Carlo, Margravio di Brandeburgo-Bayreuth             |  |  |       |  |  |                                                        |  |  |                                                   |  |
|                                                 |                                                 | Margravia Sofia Cristiana Luisa di Brandeburgo-Bayreuth | Principessa Dorotea di Schleswig-Holstein-Sonderburg-Beck             |  |  |       |  |  |                                                        |  |  |                                                   |  |
| Carlo Alessandro, V Principe di Thurn und Taxis |                                                 | Margravia Sofia Cristiana Luisa di Brandeburgo-Bayreuth |                                                                       |  |  |       |  |  |                                                        |  |  |                                                   |  |
|                                                 |                                                 | Carlo Alessandro, Duca di Württemberg                   | Federico Carlo, Duca di Württemberg-Winnental                         |  |  |       |  |  |                                                        |  |  |                                                   |  |
|                                                 |                                                 | Carlo Alessandro, Duca di Württemberg                   | Federico Carlo, Duca di Württemberg-Winnental                         |  |  |       |  |  |                                                        |  |  |                                                   |  |
|                                                 |                                                 | Carlo Alessandro, Duca di Württemberg                   | Margravia Eleonora Giuliana di Brandeburgo-Ansbach                    |  |  |       |  |  |                                                        |  |  |                                                   |  |
| Duchessa Augusta di Württemberg                 |                                                 | Carlo Alessandro, Duca di Württemberg                   |                                                                       |  |  |       |  |  |                                                        |  |  |                                                   |  |
|                                                 |                                                 | Principessa Maria Augusta di Thurn und Taxis            | Anselmo Francesco, II Principe di Thurn und Taxis                     |  |  |       |  |  |                                                        |  |  |                                                   |  |
|                                                 |                                                 | Principessa Maria Augusta di Thurn und Taxis            | Anselmo Francesco, II Principe di Thurn und Taxis                     |  |  |       |  |  |                                                        |  |  |                                                   |  |
|                                                 |                                                 | Principessa Maria Augusta di Thurn und Taxis            | Maria Ludovica Anna di Lobkowicz                                      |  |  |       |  |  |                                                        |  |  |                                                   |  |
| Principessa Maria Sofia di Thurn und Taxis      |                                                 | Principessa Maria Augusta di Thurn und Taxis            |                                                                       |  |  |       |  |  |                                                        |  |  |                                                   |  |
|                                                 | Carlo Ludovico Federico di Meclemburgo-Strelitz | Adolfo Federico II di Meclemburgo-Strelitz              |                                                                       |  |  |       |  |  |                                                        |  |  |                                                   |  |
|                                                 | Carlo Ludovico Federico di Meclemburgo-Strelitz | Adolfo Federico II di Meclemburgo-Strelitz              |                                                                       |  |  |       |  |  |                                                        |  |  |                                                   |  |
|                                                 | Carlo Ludovico Federico di Meclemburgo-Strelitz | Cristiana Emilia di Schwarzburg-Sonderhausen            |                                                                       |  |  |       |  |  |                                                        |  |  |                                                   |  |
| Carlo II di Meclemburgo-Strelitz                | Carlo Ludovico Federico di Meclemburgo-Strelitz |                                                         |                                                                       |  |  |       |  |  |                                                        |  |  |                                                   |  |
|                                                 |                                                 | Elisabetta Albertina di Sassonia-Hildburghausen         | Ernesto Federico I di Sassonia-Hildburghausen                         |  |  |       |  |  |                                                        |  |  |                                                   |  |
|                                                 |                                                 | Elisabetta Albertina di Sassonia-Hildburghausen         | Ernesto Federico I di Sassonia-Hildburghausen                         |  |  |       |  |  |                                                        |  |  |                                                   |  |
|                                                 |                                                 | Elisabetta Albertina di Sassonia-Hildburghausen         | Sofia Albertina di Erbach-Erbach                                      |  |  |       |  |  |                                                        |  |  |                                                   |  |
| Teresa di Meclemburgo-Strelitz                  |                                                 | Elisabetta Albertina di Sassonia-Hildburghausen         |                                                                       |  |  |       |  |  |                                                        |  |  |                                                   |  |
|                                                 |                                                 | Giorgio Guglielmo d'Assia-Darmstadt                     | Luigi VIII d'Assia-Darmstadt                                          |  |  |       |  |  |                                                        |  |  |                                                   |  |
|                                                 |                                                 | Giorgio Guglielmo d'Assia-Darmstadt                     | Luigi VIII d'Assia-Darmstadt                                          |  |  |       |  |  |                                                        |  |  |                                                   |  |
|                                                 |                                                 | Giorgio Guglielmo d'Assia-Darmstadt                     | Carlotta di Hanau-Lichtenberg                                         |  |  |       |  |  |                                                        |  |  |                                                   |  |
| Federica Carolina Luisa d'Assia-Darmstadt       |                                                 | Giorgio Guglielmo d'Assia-Darmstadt                     |                                                                       |  |  |       |  |  |                                                        |  |  |                                                   |  |
|                                                 |                                                 | Maria Luisa Albertina di Leiningen-Dagsburg-Falkenburg  | Cristiano Carlo Reinardo di Leiningen-Dachsburg-Falkenburg-Heidesheim |  |  |       |  |  |                                                        |  |  |                                                   |  |
|                                                 |                                                 | Maria Luisa Albertina di Leiningen-Dagsburg-Falkenburg  | Cristiano Carlo Reinardo di Leiningen-Dachsburg-Falkenburg-Heidesheim |  |  |       |  |  |                                                        |  |  |                                                   |  |
|                                                 |                                                 | Maria Luisa Albertina di Leiningen-Dagsburg-Falkenburg  | Caterina Polissena di Solms-Rödelheim-Assenheim                       |  |  |       |  |  |                                                        |  |  |                                                   |  |
|                                                 |                                                 | Maria Luisa Albertina di Leiningen-Dagsburg-Falkenburg  |                                                                       |  |  |       |  |  |                                                        |  |  |                                                   |  |